# Acetiltransferase

Estrutura química de um grupo acetil ligado ao restante R de uma molécula.

Acetiltransferase é um tipo de enzima transferase a qual transfere um grupo acetil.
Exemplos incluem:
- Acetiltransferase CBP histona
- Acetiltransferase colina
- Acetiltransferase cloramfenicol
- Acetiltransferase histona
- N-acetiltransferase serotonina